# Habralictus manto
Habralictus manto är en biart som först beskrevs av Carlos Schrottky 1910.  Habralictus manto ingår i släktet Habralictus och familjen vägbin. Inga underarter finns listade i Catalogue of Life.